# Status quo ante bellum
Status quo ante bellum (łac.) – zasada prawa międzynarodowego, wedle której strony prowadzące konflikt zbrojny godzą się na jego zakończenie przez powrót do stanu posiadania sprzed wybuchu wojny.
Termin wywodzi się z prawa rzymskiego. Zasada była szeroko stosowana na przestrzeni dziejów: takim ustaleniem zakończyły się np. wojna brytyjsko-amerykańska i wojna iracko-irańska. Po II wojnie światowej jest ona jedną z zasad prowadzenia konfliktów zbrojnych – zgodnie z nimi, o ile nawet dojdzie do wygranej wojny, aneksje i inne zmiany terytorialne nie są dokonywane.